# Darcy Blake
Darcy James Blake (New Tredegar, 13 dicembre 1988) è un ex calciatore gallese, terzino o centrocampista.